# F 3 (sous-marin)
Pour les articles homonymes, voir F3.
Le F 3 est un sous-marin italien de la classe F, lancé pendant la Première Guerre mondiale et en service dans la Regia Marina.

## Caractéristiques
La classe F déplaçait 260 tonnes en surface et 320 tonnes en immersion. Les sous-marins mesuraient 46,63 mètres de long, avaient une largeur de 4,22 mètres et un tirant d'eau de 2,62 mètres. Ils avaient une profondeur de plongée opérationnelle de 40 mètres. Leur équipage comptait 2 officiers et 24 sous-officiers et marins.
Pour la navigation de surface, les sous-marins étaient propulsés par deux moteurs diesel FIAT de 325 chevaux-vapeur (cv) (239 kW) chacun entraînant deux arbres d'hélices. En immersion, chaque hélice était entraînée par un moteur électrique Savigliano de 250 chevaux-vapeur (184 kW). Ils pouvaient atteindre 12,3 nœuds (22,8 km/h) en surface et 8 nœuds (14,8 km/h) sous l'eau. En surface, la classe F avait une autonomie de 1 200 milles nautiques (2 222 km) à 9,3 noeuds (17,22 km/h); en immersion, elle avait une autonomie de 139 milles nautiques (257 km) à 1,5 noeuds (2,77 km/h).
Les sous-marins étaient armés de 2 tubes lance-torpilles à l'avant (proue) de 45 centimètres, pour lesquels ils transportaient un total de 4 torpilles. Sur le pont arrière se trouvait 1 canon antiaérien Armstrong de 76/30 mm pour l'attaque en surface. Ils étaient également équipés d'une mitrailleuse Colt de 6,5 mm.

## Construction et mise en service
Le F 3 est construit par le chantier naval FIAT-San Giorgio de La Spezia en Italie, et mis sur cale le 27 mai 1915. Il est lancé le 6 juillet 1916 et est achevé et mis en service le 19 octobre 1916. Il est commissionné le même jour dans la Regia Marina.

## Historique
Devenu opérationnel en septembre 1916, le F 3 est stationné à Venise (bien qu'officiellement son affectation ait été à la Flottille sous-marine d'Ancône), avec le lieutenant de vaisseau (tenente di vascello) Ernesto Baccon comme commandant,,.
Il a surtout joué un rôle offensif dans les eaux côtières orientales de l'Adriatique centre-nord.
En 1917, le sous-marin a effectué un total de 15 missions de guerre.
En 1918, basé à Porto Corsini, le F 3 a accompli quinze autres missions de guerre,.
Le 8 février de cette année-là, il est déployé dans une embuscade à une quinzaine de kilomètres au sud du cap Kamenjak, en soutien à l'action de plusieurs torpilleurs MAS (Motoscafi Armati Siluranti) qui est connue sous le nom de camouflet de Bakar (en italien: Beffa di Buccari).
Désarmé au lendemain de la guerre, il est mis hors service, puis radié le 1er septembre 1919, et mis au rebut.